# 코번트리 공습
코번트리 대공습(블리츠: 독일어 전격전에서 유래된 "번개 전쟁"이라는 의미 듣기 (도움말·정보))은 코번트리의 영국 도시에 가해진 폭격이었다. 이 도시는 제2차 세계 대전 중 독일 공군(루프트바페)에 의해 여러 차례 폭격을 받았다. 이 공격들 중 가장 파괴적인 공격은 1940년 11월 14일 저녁에 시작되어 11월 15일 아침까지 계속되었다.

## 배경

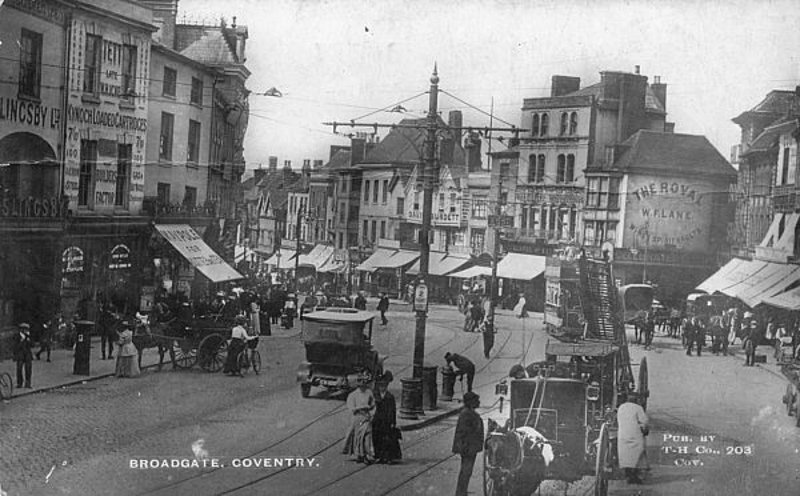
1917년 코번트리의 브로드게이트

제2차 세계 대전이 시작될 무렵, 코번트리는 약 238,000명의 인구를 가진 산업 도시로, 웨스트미들랜즈의 많은 산업 지역처럼 금속 및 목공 산업을 포함하고 있었다. 코번트리의 경우, 여기에는 자동차, 자전거, 항공기 엔진, 그리고 1900년부터는 군수품 공장도 포함되었다. 역사학자 프레데릭 테일러의 말에 따르면, "코번트리는 당시 존재했던 얼마 안 되는 법률에 따르면 공중 폭격의 합법적인 목표물이었다."
제1차 세계 대전 당시, 코번트리 시의 기계 공구 산업의 발전된 상태는 전쟁 전 생산이 신속하게 전쟁 생산 목적으로 전환될 수 있음을 의미했으며, 코번트리 병기창과 같은 산업체들은 영국 내 주요 군수품 센터 중 하나로서 전쟁 중 생산된 모든 영국 항공기의 25%를 제조하는 역할을 맡았다.
산업 혁명 동안 산업화된 잉글랜드 웨스트미들랜즈 지역의 많은 산업 도시들처럼, 코번트리 시의 많은 중소형 공장들은 노동자들의 집과 시내 상점들과 같은 거리에 얽혀 있었다. 그러나 이 도시는 전쟁 기간 동안 사설 및 공영 주택의 많은 대규모 교외 지역을 개발했으며, 이들은 산업 건물과 비교적 분리되어 있었다. 또한 이 도시는 영국의 자동차 산업의 중심지였으며, 많은 자동차 제조업체들이 코번트리의 여러 지역에 기반을 두었지만, 이들 공장 중 상당수는 전쟁 노력을 지원하기 위해 생산을 전환했다.

## 공습

### 1940년 8월부터 10월까지
1940년 8월부터 10월 사이 영국 본토 항공전 동안 루프트바페에 의한 코번트리에 대한 17차례의 소규모 공습이 있었으며, 이 기간 동안 약 198톤의 폭탄이 투하되었다. 이 공습으로 총 176명이 사망하고 약 680명이 부상을 입었다.:151–152 가장 주목할 만한 피해는 1937년 2월에 개장하여 9월의 이전 폭격으로 이미 폐쇄된 새로운 렉스 시네마에 발생했다. 1940년 10월 17일, 영국 육군 공병대 폭탄 처리 중대 소속 샌디 캠벨 소위는 캔리(Canley)의 트라이엄프 엔지니어링 공장에 떨어진 불발탄을 처리하라는 요청을 받았다. 이 폭탄 때문에 두 공장의 군수 생산이 중단되었고 많은 인근 주민들이 대피해야 했다. 캠벨은 폭탄에 제거 불가능한 지연 신관이 장착되어 있음을 발견하고, 이를 안전한 장소로 옮겼다. 이는 트럭으로 이루어졌으며, 그는 폭탄 옆에 누워 폭탄이 째깍거리는 소리를 들을 수 있도록 하여 운전자에게 멈추고 대피하라고 경고할 수 있게 했다. 안전한 거리로 옮긴 후 그는 폭탄을 처리했지만 다음 날 다른 폭탄을 처리하던 중 사망했다. 캠벨은 1940년 10월 17일 트라이엄프에서의 행동으로 사후 조지 십자장을 수여받았다. 10월 공습의 주목할 만한 사상자 중 한 명은 은퇴한 지역 보건 의료 책임관이었던 어니스트 스넬 FRSE였다.

### 1940년 11월 14일

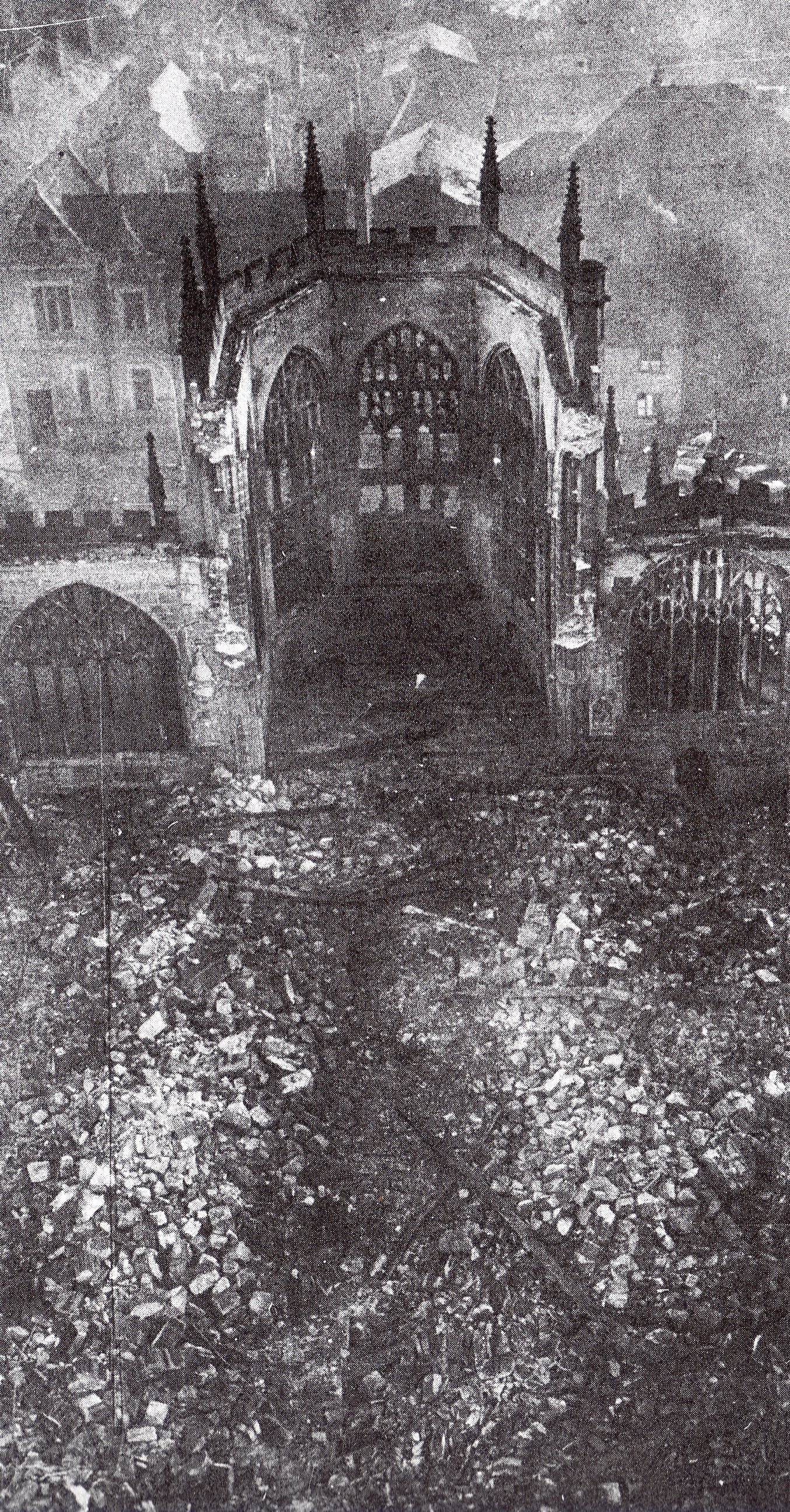
루프트바페 공습 후 폐허가 된 코번트리 대성당

1940년 11월 14일 저녁에 시작된 공습은 전쟁 중 코번트리를 강타한 가장 심각한 공격이었다. 이는 515대의 독일 폭격기에 의해 수행되었으며, 공군함대 3호는 북프랑스의 기지에서 출발하여 제100폭격비행대의 선도기들의 유도를 받아 목표물을 향해 왕복했다. 운터네멘 문샤인소나테(Unternehmen Mondscheinsonate, 월광 소나타 작전)라는 암호명으로 명명된 이 공격은 코번트리의 공장과 산업 기반시설을 파괴하는 것을 목표로 했지만, 기념물과 주거 지역을 포함한 도시의 나머지 부분에 대한 피해가 상당할 것이라는 점은 분명했다. X-Gerät 항법 장치를 갖춘 제100폭격비행대의 특별히 개조된 하인켈 He 111 항공기 13대로 구성된 초기 파상 공습은 19시 20분에 정확하게 표적 조명탄을 투하했다. 영국과 독일은 빔 전투를 벌이고 있었고, 이 밤에 영국은 X-Gerät 신호를 방해하는 데 실패했다. 약 60대의 폭격기는 회항하거나 다른 목표물을 공격하여 공격에 기여하지 않았다.
다음 폭격기들은 고성능 폭탄을 투하하여 상수도, 전기망, 전화, 가스관을 파괴하고 도로에 구덩이를 만들어 소방차가 나중에 도착하는 폭격기들이 일으킨 화재에 접근하기 어렵게 만들었다. 이 나중의 폭격기들은 고성능 폭탄과 소이탄을 혼합하여 투하했다. 소이탄에는 마그네슘으로 만든 것과 석유로 만든 두 가지 종류가 있었다. 고성능 폭탄과 더 큰 공중 지뢰는 코번트리 소방대를 방해했고, 지붕을 손상시켜 소이탄이 건물 내부로 떨어져 불을 붙이기 쉽게 하는 것을 목표로 했다.

파괴된 도시 위로 솟아 있는 코번트리 성 삼위일체 교회

코번트리의 대공 방어는 24문의 3.7인치 대공포와 12문의 40mm 보포스 대공포로 구성되었다. 사우스 미들랜드 (워릭셔) 왕립 주둔 포병의 대공 방어 사령관은 음향 탐지기, GL Mk. I 사격 통제 레이더를 사용하여 일련의 집중 사격을 준비했으며, 폭격으로 모든 통신선이 단절되고 소음으로 음향 탐지기가 무용지물이 되기 전까지 128발의 집중 사격이 이루어졌다. 그 후 대공포대는 개별적으로 사격했다. 일부 포대는 연기 사이로 얼핏 보이는 탐조등 빔 교차점에 사격할 수 있었고, 거리를 추측했다. 코번트리 대공포는 10시간의 공습 내내 분당 10발(총 6,700발 이상)을 발사했지만, 독일 폭격기는 단 한 대만 격추되었다.:156
약 20시에 성 미카엘에게 봉헌된 코번트리 대성당은 처음으로 소이탄에 의해 불이 붙었다. 자원 소방관들은 첫 번째 불을 끄는 데 성공했지만, 다른 직격탄이 이어졌고, 곧 대성당에 새로운 불이 번졌다. 화재 폭풍에 의해 가속된 불길은 빠르게 통제 불능 상태로 확산되었다. 같은 기간 동안, 도시 전역에 200개 이상의 다른 화재가 발생했으며, 대부분은 시내 중심에 집중되어 지역을 불태우고 소방관들을 압도했다. 전화망은 마비되어 소방 서비스의 지휘 통제를 방해하고 가장 위험한 화재에 먼저 소방관들을 보내기 어렵게 만들었다. 독일군이 의도했듯이, 상수도관은 고성능 폭탄에 의해 손상되어 많은 화재를 진압할 만큼 충분한 물을 사용할 수 없었다. 공습은 자정 무렵 최고조에 달했으며, 최종적인 공습 경보 해제는 11월 15일 아침 06시 15분에 울렸다.
하룻밤 사이에 코번트리의 4,300채 이상의 가옥이 파괴되었고, 도시 건물의 약 3분의 2가 손상되었다. 시내 중심부 대부분이 파괴되었다. 두 개의 병원, 두 개의 교회, 그리고 경찰서도 피해를 입었다. 지역 경찰은 이 공습으로 9명의 경찰관 또는 연락병을 잃었다. 도시 공장의 약 3분의 1이 파괴되거나 심하게 손상되었고, 또 다른 3분의 1은 크게 손상되었으며, 나머지는 경미한 피해를 입었다. 파괴된 공장 중에는 주요 다임러 컴퍼니 공장, 험버 힐만 공장, 알프레드 허버트 유한회사 공작기계 공장, 9개의 항공기 공장, 2개의 해군 병기창이 있었다. 전쟁 생산에 미친 영향은 일시적이었는데, 많은 필수 전쟁 생산 시설이 이미 도시 외곽의 '그림자 공장'으로 이전되었기 때문이다. 또한, 손상된 공장들 중 상당수는 빠르게 수리되어 몇 달 내에 완전 생산을 회복했다.:155

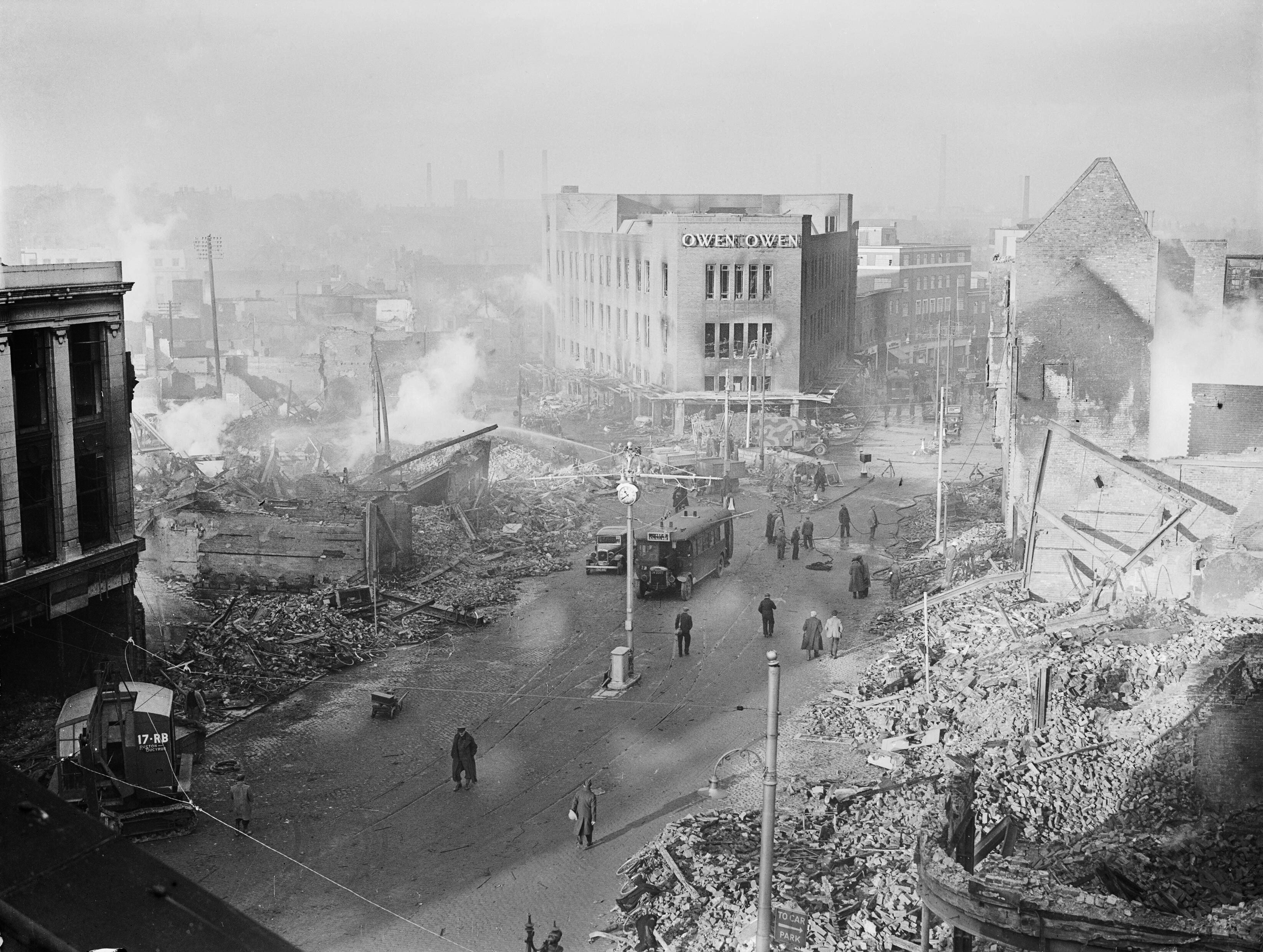
11월 14일 공습 이후의 시내 중심가

이 공습으로 약 568명이 사망한 것으로 추정되며(정확한 수치는 확인되지 않음), 863명이 중상을 입었고 393명은 경상을 입었다. 공습의 강도에 비해 사상자가 적었던 이유는 이전 공습 이후 많은 코번트리 주민들이 밤에 도시를 떠나 인근 도시나 마을에서 잠을 잤기 때문이다. 또한 방공호로 대피한 사람들은 사망이나 부상이 거의 없었다. 33,000명을 수용할 수 있는 79개의 공공 방공호 중 파괴된 곳은 거의 없었다.:155 시내 중심부가 가장 큰 공습을 받았지만, 스토크 히스, Foleshill, Wyken을 포함한 도시의 지역들도 폭격을 받았다.
이 공습은 파괴의 정도가 너무나 새롭고 심각해서 요제프 괴벨스는 나중에 다른 적 도시의 유사한 파괴 수준을 묘사할 때 코벤트리어트(coventriert, "코번트리화")라는 용어를 사용했다. 공습 중 독일군은 50개의 낙하산 지뢰와 20개의 소이 석유 지뢰를 포함한 약 500 t (490 롱톤; 550 쇼트톤)의 고성능 폭탄과 36,000개의 소이탄을 투하했다.:120
11월 14일 공습은 전쟁 중 향후 모든 전략 폭격에 영향을 미친 여러 혁신적인 요소를 결합했다.:118 이들은 다음과 같다.
- 전자 보조 장치를 사용하여 항법하고 주 폭격기 공습 전에 목표물을 표시하는 선도기 사용.
- 도시를 화재 폭풍으로 불태울 목적으로 수천 개의 소이탄과 함께 고성능 폭탄 및 공중 지뢰(블록버스터 폭탄) 사용.

전쟁 후반의 연합군 공습에서는 500대 이상의 대형 4발 폭격기가 불과 몇 분 동안 집중적으로 3,000–6,000 lb (1,400–2,700 kg)의 폭탄을 투하했다. 코번트리에서는 독일의 쌍발 폭격기가 더 적은 폭탄량(2,000–4,000 lb (910–1,810 kg))을 싣고 더 작은 파상으로 공격했다. 각 폭격기는 목표물 상공에서 여러 번 출격하여 더 많은 폭탄을 위해 프랑스의 기지로 돌아왔다. 따라서 공격은 몇 시간 동안 분산되었으며, 소방관과 구조대원이 재정비하고 민간인을 대피시킬 수 있는 공습의 휴지기가 있었다.:120 아서 해리스 영국 왕립 공군 폭격사령부 사령관은 전쟁 후 다음과 같이 썼다. "코번트리는 공간적으로는 [화재 폭풍을 일으키기에] 충분히 집중되었지만, 시간적으로는 집중이 거의 없었다."
영국은 코번트리 공격으로 주어진 기회를 활용하여 1940년 12월 16일 만하임을 대상으로 한 애비게일 레이첼 작전의 일환으로 독일에 대한 새로운 전술을 시도했다. 영국은 독일의 코번트리 공습에 대한 일종의 보복으로 소이탄 공격을 실험할 기회를 기다리고 있었다. 이는 군사 목표에 대한 정밀 공격 시도에서 벗어나 도시에 대한 지역폭격 공격으로 영국이 방향을 전환하는 시작이었다.

#### 코번트리와 울트라
그룹 캡틴 F. W. 윈터보텀은 1974년 자신의 저서 '울트라 시크릿'에서 영국 정부가 울트라로부터 공격에 대한 사전 경고를 받았다고 주장했다. 이는 영국 암호해독가들이 블레츨리 파크에서 해독한 에니그마 암호 기계로 암호화된 독일 무선 메시지를 가리킨다. 그는 나아가 윈스턴 처칠이 독일군이 암호 해독 사실을 의심할까 봐 코번트리 방어를 위한 어떤 방어 조치도 취하지 말라고 명령했다고 주장했다. 윈터보텀은 울트라의 핵심 인물이었으며, 울트라 자료를 야전 사령관들에게 전달하는 Special Liaison Officers를 감독했다.:155 윈터보텀의 주장은 다른 울트라 참여자와 역사학자들에 의해 기각되었다. 그들은 처칠이 대규모 폭격이 있을 것을 알고 있었지만, 아무도 목표물이 무엇이 될지 알지 못했다고 주장한다.
공격 며칠 전, 울트라는 문샤인 소나테(Mondschein Sonate, 월광 소나타)가 며칠에 걸쳐 세 가지 가능한 목표물에 대한 계획된 공격 그룹의 암호명일 가능성이 높다고 파악했다. 목표물은 아인하이트프라이스(Einheitpreis), 레겐시름(Regenschirm), 코른(Korn)이라는 암호명을 가지고 있었다. 코번트리 공습 전날, 한 포로가 레겐시름(Regenschirm, 우산)을 언급했는데, 이는 버밍엄에서 태어난 네빌 체임벌린(Neville Chamberlain)이 우산맨이라는 의미로 추정되었고, 11월 19/20일에 폭격될 예정이었다. 아인하이트프라이스(Einheitpreis, 단위 가격)는 나중에 울워스(Woolworths)의 6펜스와 연결되어 울버햄프턴을 의미하는 것으로 확인되었다. 코른은 확인되지 않았다.:101 피터 칼보코레시는 블레츨리 파크의 공군 섹션 책임자였으며, 모든 해독된 루프트바페 메시지를 번역하고 분석했다. 그는 "울트라는 코번트리를 언급한 적이 없다. ... 처칠은 코번트리를 구할지 울트라를 보호할지 고민하는 대신, 공습이 런던에 있을 것이라는 인상을 받았다"고 썼다.
R. V. 존스 박사는 빔 전투에서 영국 측을 이끌었던 인물로, "X-빔 기지로 가는 에니그마 신호는 제때 해독되지 않았다"고 썼으며, 코번트리가 목표물이었는지 알지 못했다고 말했다. 영국은 루프트바페가 조종사들이 수동으로 신호를 듣는 방식에서 자동 협대역 수신기로 전환하여 재밍 방어 대책이 무효화되었다는 사실을 아직 알지 못했다. 존스는 또한 처칠이 그날 오후 런던으로 돌아왔는데, 이는 처칠이 런던이 공습의 유력한 목표라고 믿었음을 시사한다고 언급했다.
1996년부터 이 기간의 울트라 해독문은 국립 기록원에서 열람할 수 있게 되었다. 1940년 11월 10일 07:35 GMT부터 11월 11일 05:00까지 독일 신호가 해독되어 CX/JQ/444, 4단락 일련번호를 부여받았다. 이 메시지는 문샤인 소나트(Mondschein Sonat)라는 작전에 항공기가 사용할 암호 단어를 명시했지만, 코번트리를 목표물로 지칭하거나 날짜를 명시하지는 않았다. 숫자 9의 전송이 코른을 의미한다고 언급했으며, 이는 코번트리의 암호명으로 나중에 인식되었다. 파울라가 파리를, 로게가 런던으로 확인되었음에도 불구하고 당시에는 이것이 알려지지 않았다. 코른은 코번트리 공습 2주 후인 11월 30일 사우샘프턴 공습에 참여한 항공기의 두 보고서에서 사용되었다. 11월 11일 또는 11월 12일 초의 또 다른 해독문은 울버햄프턴, 버밍엄, 코번트리에 대한 항법 빔 설정을 제공했지만 날짜는 없었다. 11월 13일 01:15 GMT부터 11월 15일 02:40까지 울트라 해독문이 중단되었는데, 이 시점에는 이미 공습이 한창 진행 중이었다. 처칠은 공격 당일 오후나 저녁에 새로운 울트라 정보에 따라 행동할 수 없었다. 왜냐하면 그에게 줄 정보가 없었기 때문이다. 포로가 된 비행사들과 문서에서 얻은 정보도 명확한 그림을 제공하지 못했다.

### 1941년 4월

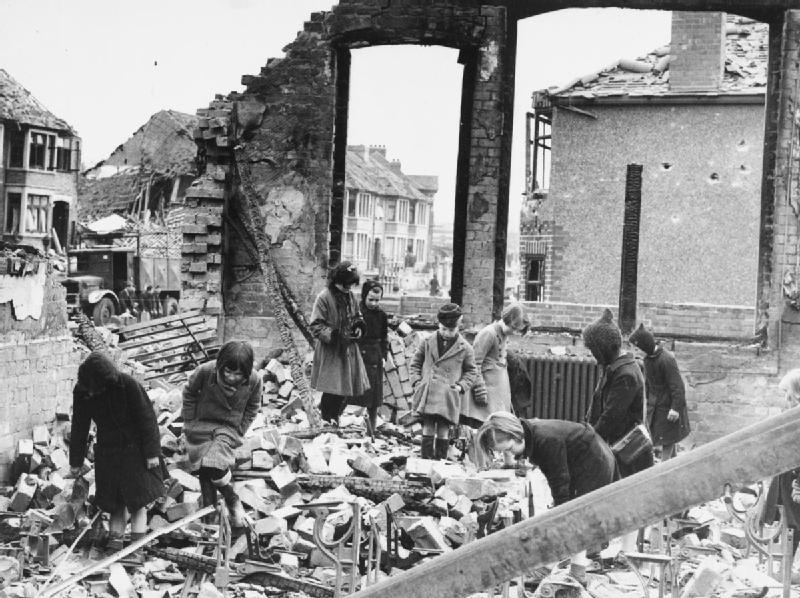
4월 공습 후 폐허가 된 학교에서 책을 찾는 아이들

1941년 4월 8일 밤/9일 새벽, 코번트리는 230대의 폭격기가 도시에 315 t (310 롱톤; 347 쇼트톤)의 고성능 폭탄과 25,000개의 소이탄을 투하하는 또 다른 대규모 공습을 받았다. 이 공습과 이틀 뒤인 4월 10일/11일의 또 다른 공습으로 약 451명이 사망하고 700명 이상이 중상을 입었다.:226 일부 공장, 중앙 경찰서, 코번트리 & 워릭셔 병원, 킹 헨리 8세 학교, 성 마리 홀을 포함한 많은 건물들이 손상되었다. 이 공습으로 가장 큰 건축적 피해를 입은 곳은 그리스도 교회로, 첨탑만 남고 대부분이 파괴되었다. 이 공습 이후 당시 코번트리 시장이었던 알프레드 로버트 그린들레이가 시내 중심부의 초기 재건을 주도했다.

### 1942년 8월
코번트리에 대한 마지막 공습은 1942년 8월 3일, 시내 중심에서 동쪽으로 약 1마일 떨어진 스토크 히스 지역에서 발생했다. 6명이 사망했다. 이 공습이 발생할 때까지 코번트리에 대한 공습으로 약 1,236명이 사망했으며, 이 중 808명은 런던 로드 묘지의 공동 묘지에 안장되어 있다. 이들 중 약 80%는 1940년 11월 14일/15일과 1941년 4월 8일-10일의 공습에서 사망했다.

## 여파

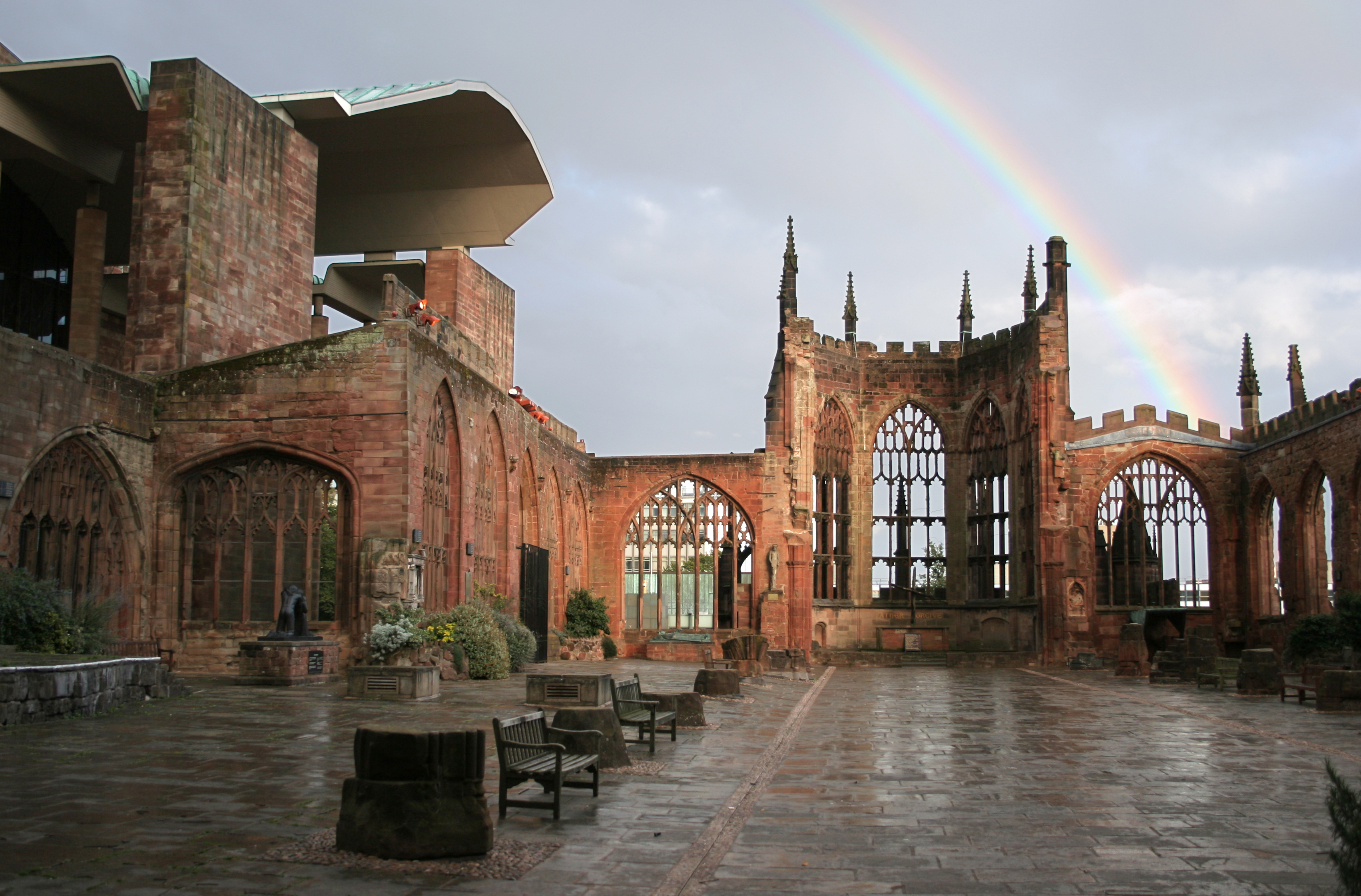
옛 코번트리 대성당의 폐허, 블리츠의 가장 눈에 띄는 현대적 유물

블리츠는 독일어 동사 코벤트리렌(Koventrieren, 코번트리화하다)을 낳았는데, 이는 "전멸시키거나 폐허로 만들다"는 의미이다.
즉각적인 재건은 자동차 산업 거물인 윌리엄 루츠가 이끄는 위원회에 의해 이루어졌다(루츠 그룹은 이 지역에 항공기 생산 공장을 포함한 여러 공장을 가지고 있었다). 전쟁 후 코번트리 시내 중심가는 도시 계획가 도널드 깁슨이 작성한 깁슨 계획에 따라 대대적으로 재건되었는데, 이는 보행자화된 상업 지구를 조성하는 새로운 계획이었다.
코번트리 대성당은 폐허로 남겨졌으며, 오늘날에도 폭격의 주요 기념물로 남아 있다. 1950년대에는 건축가 바질 스펜스가 설계한 새로운 대성당이 폐허 옆에 건설되었다. 스펜스(이후 이 공로로 기사 작위를 받음)는 옛 대성당을 재건하는 대신, 추모의 정원으로 폐허 상태로 보존하고 새로운 대성당을 그 옆에 지어 두 건물이 하나의 교회를 이루도록 해야 한다고 주장했다. 새로운 코번트리 대성당에 홀링턴 사암을 사용한 것은 건물들 사이에 통일감을 부여한다.틀:According to whom
새 대성당의 주춧돌은 엘리자베스 2세가 1956년 3월 23일에 놓았다. 1962년 5월 25일에 봉헌되었고, 이 행사를 위해 작곡된 벤저민 브리튼의 전쟁 레퀴엠은 봉헌을 기념하기 위해 5월 30일에 새 대성당에서 초연되었다.
스폰 스트리트는 블리츠에서 거의 온전히 살아남은 몇 안 되는 시내 중심부 지역 중 하나였으며, 코번트리의 전후 재개발 기간 동안 도심 곳곳에 남아 있던 여러 중세 건물들이 이곳으로 옮겨졌다. 폐허가 된 대성당 맞은편 베일리 레인에 있는 14세기 St. Mary's Guildhall도 살아남아 오늘날까지 서 있다. 그러나 많은 역사적인 건물을 파괴하는 것 외에도, 폭격은 13세기 또는 14세기로 거슬러 올라가는 것으로 추정되는 머치 파크 스트리트의 중세 석조 건물을 드러냈다.

## 같이 보기
- 1939년 코번트리 폭격
- 디 루프트바흐트
- 버밍엄 공습
- One Night in November – 앨런 폴록의 코번트리 대공습에 대한 2008년 연극[43]

## 내용주
1. ↑  영국은 전쟁 기간 겨울철에는 영국 일광 절약 시간대(GMT+1)를 사용했으며, 여름철에는 이중 일광 절약 시간을 사용했다.

## 추가 문헌
- 칼보코레시, 피터. 극비 울트라, 코번트리 공습과 공습 전 사용 가능했던 실제 울트라 암호 분석 정보에 대한 설명을 포함한다.
- 패링턴, 캐런. 폭격당한 도시: 코번트리의 파괴, 1940 (2015)
- 존스, 에드거 외. "제2차 세계 대전 중 민간인 사기: 공습에 대한 반응 재검토." 사회사 의학 17#3 (2004): 463–479.
- 롱메이트, 노먼. 공습: 1940년 코번트리 폭격 (1978)

### 아카이브 오디오 녹음
1940년 11월 14일 밤/15일 새벽에 일어난 파괴적인 공습과 그 여파는 며칠 후 BBC와의 인터뷰에서 여러 민간인에 의해 생생하게 묘사되었다. 여기에는 E. 레츠 씨, 뮤리엘 드루, G. M. 엘리스 양, 그리고 매우 경건한 R. T. 하워드 목사가 포함되었다. 이 1940년 아카이브 녹음은 2007년에 발행된 오디오북 CD '블리츠'에 수록되어 있다.
- 《The Blitz》 (audiobook CD). 2007. 코번트리 블리츠 아카이브 녹음 포함
- 《1940년에 쓰인 코번트리 블리츠 목격 편지》 (음성 낭독). 2012년 1월 30일에 원본 문서에서 보존된 문서.